# Pacific Gas & Electric Building
Pacific Gas & Electric Building – budynek w San Francisco w USA, zaprojektowany przez Hertzka & Knowles. Jego budowa zakończyła się w 1971 roku. Ma 150 metrów wysokości i 34 piętra. Jest wykorzystywany w celach biurowych. Jest to obecnie 19. co do wysokości wieżowiec w San Francisco, zaraz po wieżowcu hotelu Hilton. Mieści się w nim siedziba firmy Pacific Gas & Electric.